# نادر مرتضی‌پور
نادر مرتضی‌پور (زادهٔ ۱۳۳۰ تهران) موسیقی‌دان، رهبر ارکستر و نوازندهٔ کنترباس اهل ایران است.

## زندگی‌هنری
نادر مرتضی‌پور در سال ۱۳۳۰ متولد شد. او با تشویق پدر، از ۱۰ سالگی وارد هنرستان عالی موسیقی تهران شد. همزمان با آموختن دروس پایه موسیقی نوازندگی ساز کنترباس را هم شروع کرد. پس از پایان دوره هنرستان و اخذ دیپلم موسیقی به عنوان نوازنده کنترباس همکاری خود را یا ارکستر سمفونیک تهران آغاز نمود.
او در سال ۱۳۴۹ به جهت ادامه تحصیلات موسیقی به آمریکا مهاجرت کرد و تحصیلات دانشگاهی خود را تا مقطع فوق لیسانس در دانشگاه میسوری ـ کلمبیا ادامه داد. از جمله استادان او می‌توان به: HENRY LOEW, STUART STANREY و FAUL ELLISON در کلورادو و دانشگاه RICE در هیوستون تگزاس و در رشته رهبری به: DANIEL SPURLURK, JORGE MESTER, DANIEL LEWIS در ASPEN کلورادو و ROBERT LINDER در HUSTION تگزاس دانشگاه H.B.U اشاره نمود.
او پس از پایان تحصیلات، مدتی در آمریکا به تدریس نوازندگی و رهبری ارکستر پرداخت و سپس به ایران بازگشت و همکاری خود را با ارکستر سمفونیک تهران به عنوان رهبر ارکستر و مدیر هنری آغاز کرد.
وی از سال ۱۳۶۱ رهبری ارکستر مجلسی و ارکستر سمفونیک صدا و سیما را نیز به عهده گرفت. او بهار سال ۱۳۹۰ برای دومین بار به عنوان رهبر ارکستر سمفونیک تهران برگزیده شد و اجراهایی را رهبری کرد و همچنین پاییز سال ۱۳۹۳ برای چندمین بار ریاست و رهبری ارکستر موسیقی صدا و سیما را عهده‌دار شد.

## فعالیت‌های هنری
از جمله فعالیت‌های هنری نادر مرتضی‌پور به موارد زیر می‌توان اشاره نمود:
- تیر ۱۳۹۸ - رهبری ارکستر ملی ایران با خوانندگی علیرضا افتخاری با عنوان قصه وفا در تالار وحدت[۵]
- ساماندهی و رهبری ارکستر سمفونیک تهران پس از انقلاب ۱۳۵۷ (برنامه‌ریزی منسجم برای ارکستر و تمرین قطعات مختلف کلاسیک و ایرانی و جلوگیری از فروپاشی ارکستر)[۶]
- اجرای کنسرت‌های خیابانی، اجرای کنسرت در تالار وحدت، شهرستان‌ها و جبهه‌ها برای رزمندگان در زمان جنگ ایران و عراق[۷]
- کنسرت‌های آموزشی و اجرای قطعات آهنگسازان ایرانی[۸]
- رهبری ارکستر سمفونیک صدا و سیما[۹]
- کنسرت با ارکستر مجلسی سازمان صدا و سیما در فستیوال اوزاکای ژاپن با تک نوازی غلامرضا علی آقا[۱۰]
- تدریس در دانشگاه[۱۰]
- مدیر تولید و آموزش موسیقی صدا و سیما